# África subsahariana
Las locuciones África subsahariana y África negra hacen referencia a la parte del continente africano ubicada al sur del desierto del Sahara. Antropológicamente denota aquella parte del continente africano habitadas mayoritariamente por personas de piel oscura, que constituye aproximadamente tres cuartas partes de su superficie total. Otra clasificación señala el trópico de Cáncer como límite norte aproximado del África negra.[cita requerida] Políticamente también se puede definir esta región como la comprendida por aquellos países de África que no limitan con el mar Mediterráneo. Religiosamente existe una predominancia de la fe cristiana, en contraposición con el norte de África (con predominio del islam).
Desde el punto de vista biogeográfico, se le denomina región afrotropical o etiópica.

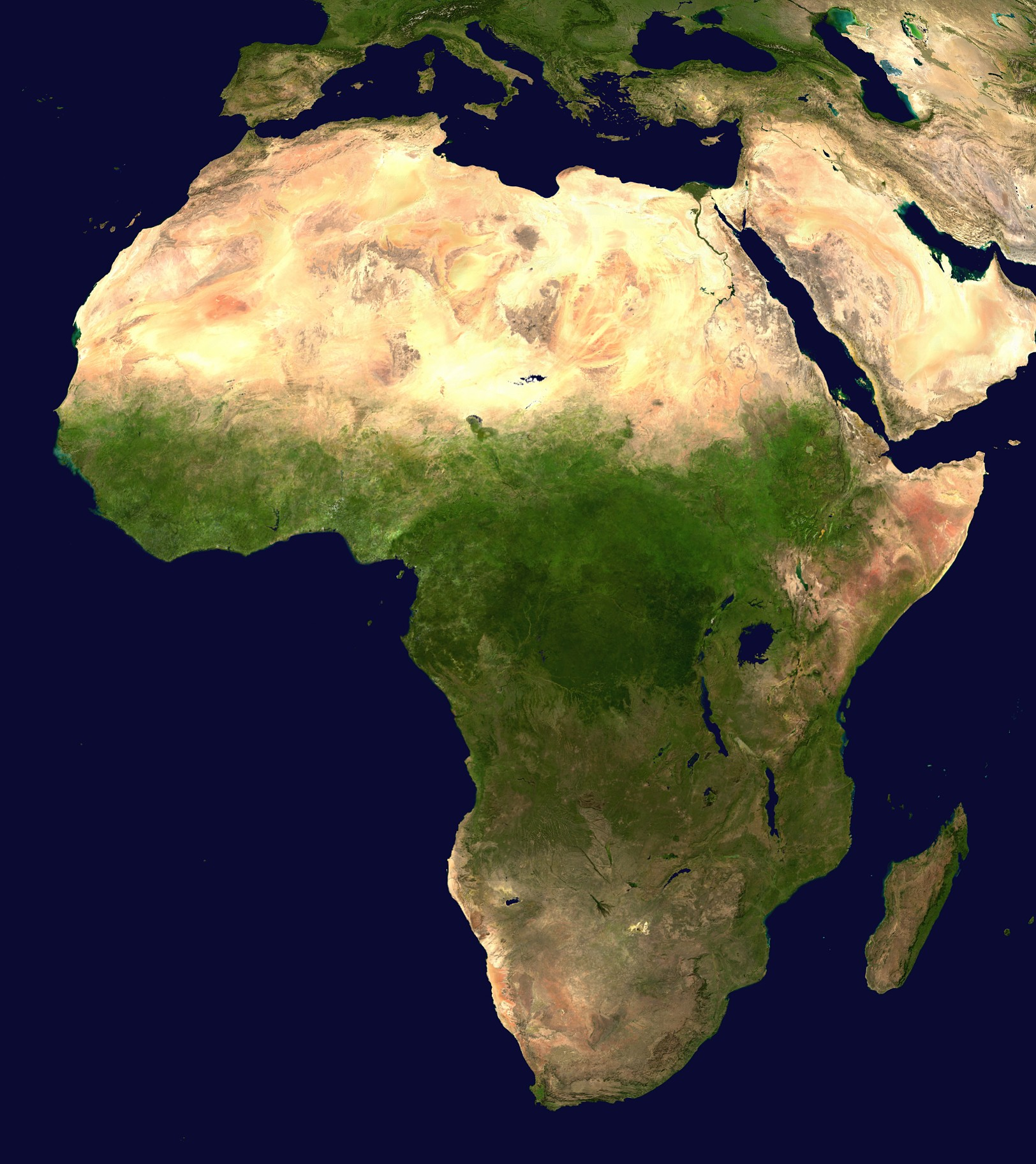
Mapa geográfico de África que muestra la frontera ecológica que determina a la región llamada subsahariana, que no se corresponde con las fronteras actuales de los países africanos ni con sus orígenes étnicos.

El África negra es, principalmente la zona oriental, la cuna de la especie humana, desde donde se inició el poblamiento humano de la Tierra (posiblemente en Etiopía o Tanzania). Tiene grandes riquezas mineras como el petróleo, cobre, oro, estaño, cobalto, cromo, uranio, coltán y diamantes, y un enorme potencial energético, solar, eólico, fluvial y de biocombustibles. Sin embargo en la actualidad el África negra es considerada generalmente como la región más empobrecida del planeta, sufriendo los legados del colonialismo, el neocolonialismo, los conflictos étnicos e inestabilidad política. En esta región se ubican los países del planeta con menor índice de desarrollo humano, aunque para 2007 logró avanzar y colocarse como una región con desarrollo humano medio (0,514), pero sigue contando con grandes debilidades estructurales, salvo algunas excepciones.

## Historia del término

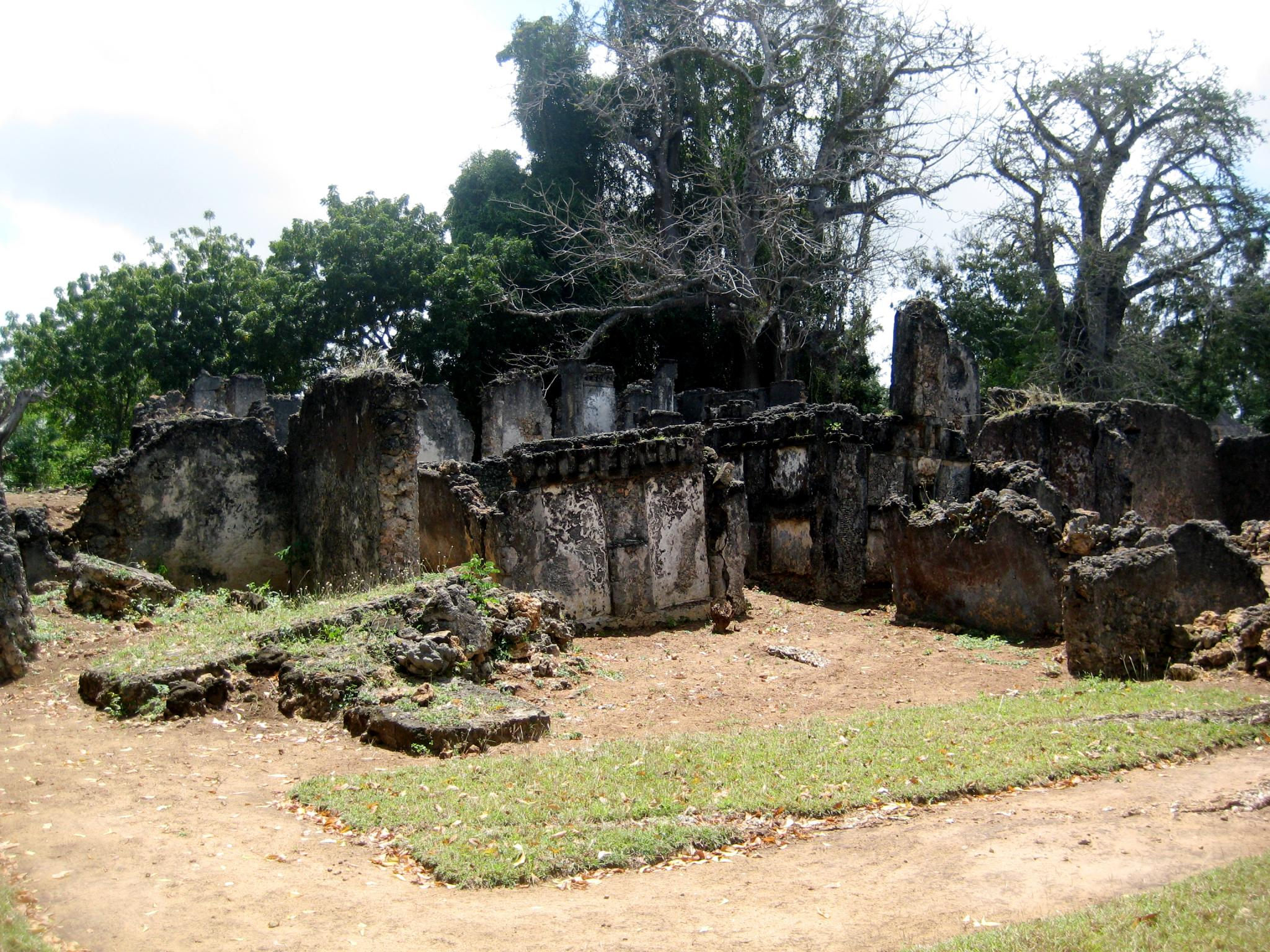
Las ruinas de Tongoni al sur de Tanga en Tanzania.

Desde el siglo XIX este territorio empezó a ser conocido por los occidentales con la expresión África negra, describiendo a una zona habitada por personas de raza negra y que no había sido "explorada" ni "colonizada" por parte de los europeos (entre 1950 y 1975 se produjo la descolonización). Ese término fue cayendo en desuso en los años 70 y 80 del siglo XX, sustituyéndose por el controvertido término de África subsahariana. Actualmente se ha vuelto a recuperar la expresión «África negra», sobre todo por parte de los propios africanos, filósofos y activistas panafricanistas y teóricos del afrocentrismo. El propio concepto de África subsahariana es visto por los intelectuales de la zona a la que designa como una imposición eurocéntrica, no correspondiente a la realidad africana. Para esta tesis se apoyan, entre otras cosas, en que la Sudáfrica del apartheid, claramente al sur del Sahara, no estaba incluida dentro del África subsahariana, aunque sí entró dentro de este concepto cuando el Congreso Nacional Africano asumió el poder.

## Economía
Para 1990, las personas viviendo en la extrema pobreza era de 57 %. Para 1999, la pobreza aumentó hasta 58 %. Sin embargo, en 2005, la pobreza cayó hasta 51 % y es muy probable que en el 2008 cayera hasta 41 %.
La región ha tenido una economía estancada desde los mediados de 1970s hasta mediados de 1990. A pesar de que el crecimiento de muchas economías del África subsahariana ha sido mayor que el de otras economías avanzadas, el crecimiento ha sido históricamente menos efectivo en reducir la pobreza en esta región que en otro lugar. [cita requerida]

## Naciones del África negra

Mapa político que refleja la división ecológica del continente africano.

Existen 49 países ubicados en la región del África subsahariana, aunque especialmente Mauritania y en menor medida Sudán son considerados países frontera entre el África negra y el norte de África o mediterránea, y seis de los 49 países tienen la condición de ser Estados isleños. Estos últimos son Madagascar, Seychelles, Comoras, Cabo Verde, Santo Tomé y Príncipe y Mauricio. De acuerdo con esta clasificación, los países del África subsahariana son:

### África central
- República Democrática del Congo
- República del Congo
- República Centroafricana
- Chad
- Camerún
- Gabón

### África oriental
- Kenia
- Tanzania
- Uganda
- Ruanda
- Burundi
- Yibuti
- Eritrea
- Somalia
- Etiopía
- Sudán del Sur

### África austral
- Angola
- Botsuana
- Lesoto
- Malaui
- Mozambique
- Namibia
- Sudáfrica
- Suazilandia o Esuatini
- Zambia
- Zimbabue

### África occidental
- Benín
- Burkina Faso
- Costa de Marfil
- Gambia
- Ghana
- Guinea
- Guinea-Bisáu
- Liberia
- Malí
- Mauritania
- Níger
- Nigeria
- Senegal
- Sierra Leona
- Togo

### Naciones insulares africanas
- Cabo Verde (África occidental)
- Comoras (África oriental)
- Madagascar (África austral)
- Mauricio (África austral)
- Santo Tomé y Príncipe (África occidental)
- Seychelles (África oriental)

### Territorios y dependencias
- Mayotte (Francia)
- Reunión (Francia)
- Santa Elena, Ascensión y Tristán de Acuña (Reino Unido)

## En las artes y la cultura popular
África ha sido durante siglos el destino de un gran número de viajeros y escritores extranjeros, quienes, en sus diarios y libros, han destacado los tópicos y rasgos nativos que, en su opinión, diferencian a este espacio de otras partes del mundo. Aunque la literatura española ha prestado tradicionalmente mayor atención al norte de África, especialmente al Magreb y a Marruecos, también hay autores que han centrado su interés en África Subsahariana. Uno de ellos es Manuel Villar Raso, que sitúa en el espacio de África Occidental la acción de novelas como Donde ríen las arenas (1994), El color de los sueños (1998) y La mujer de Burkina (2001).